# ولچ (دهانه)
ولچ یک دهانه برخوردی در ماه‌ است.